# انقلاب تصحیحی
انقلاب تصحیحی (که رسماً با عنوان «جنبش تصحیحی» آغاز شد) و غالباً، ناصری‌زدایی نامیده می‌شود، طرحی اصلاحی بود که در ۱۵ مه ۱۹۷۱ در مصر، توسط رئیس‌جمهور، انور سادات، آغاز شد. این طرح شامل پاکسازی اعضای ناصریست از دولت و نیروهای امنیتی که اغلب طرفدار شوروی و چپ‌گرا محسوب می‌شدند و نیز جلب حمایت مردمی، با معرفی این طرح به عنوان ادامه انقلاب ۱۹۵۲ مصر و در عین حال، تغییر اساسی مسیر در مسائل سیاست خارجی، اقتصاد و ایدئولوژی بود. این طرح منجر به تغییر بزرگ در دیپلماسی مصر، شامل ایجاد روابط با ایالات متحده آمریکا و فاصله‌گیری از اتحاد جماهیر شوروی و نیز امضای پیمان صلح اسرائیل و مصر و متعاقباً تعلیق مصر از اتحادیه عرب شد.
انقلاب تصحیحی سادات، همچنین شامل زندانی کردن سایر نیروهای سیاسی در مصر، از جمله چپ‌گرایان و مقاماتی که هنوز به ناصریسم، وفادار بودند، می‌شد. سادات، از انقلاب تصحیحی، به عنوان راهی برای «زدودن روح ناصر» از سیاست مصر و تثبیت مشروعیت داخلی خود، استفاده کرد.